# Hans Walz (Manager)

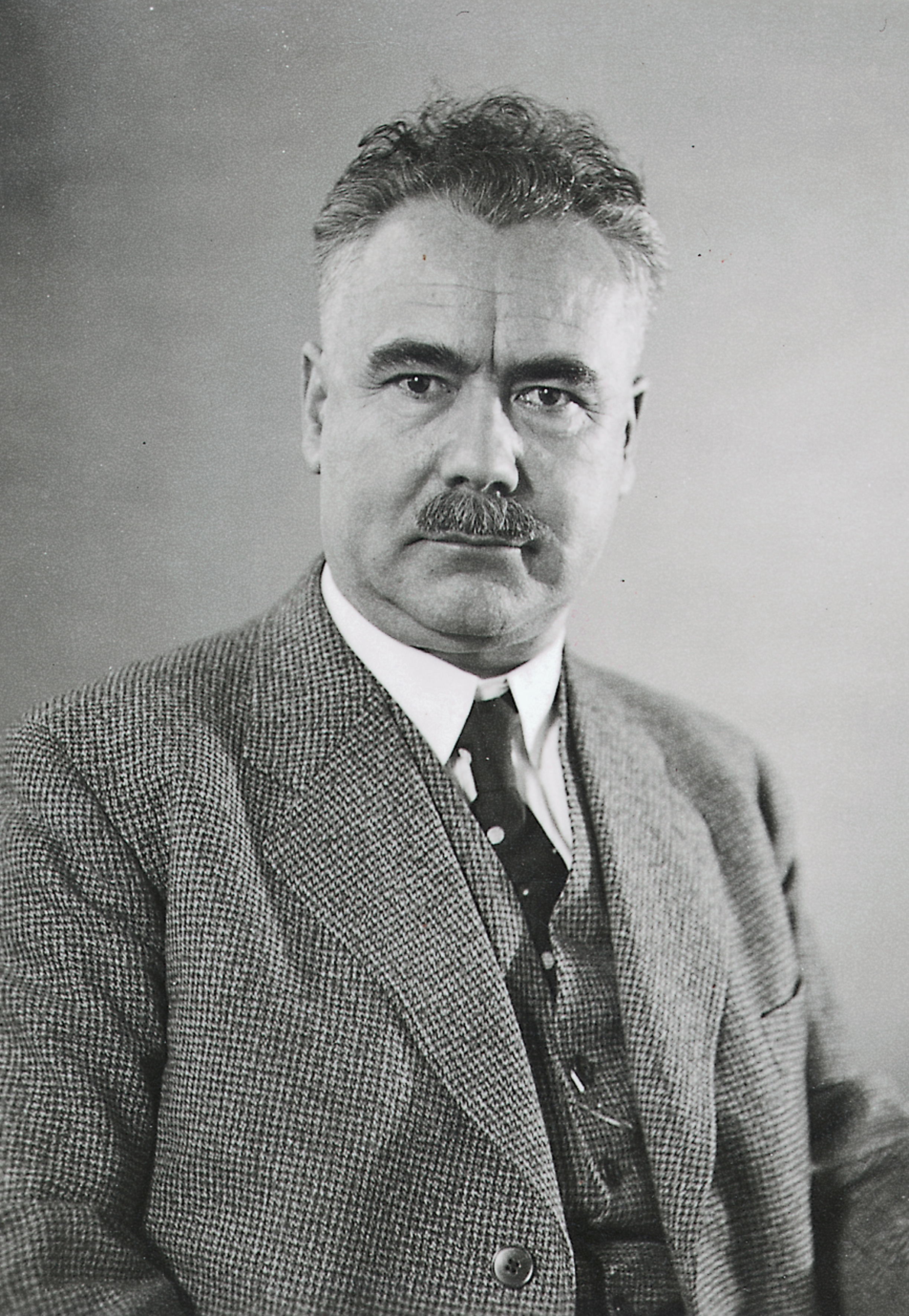
Hans Walz, 1936

Hans Walz (* 21. März 1883 in Stuttgart; † 23. April 1974 ebenda) war ein deutscher Kaufmann und von 1926 bis 1963 Geschäftsführer der Robert Bosch GmbH.
Nach Besuch der Höheren Handelsschule machte Walz eine zweijährige Lehre im Bankfach und arbeitete dann im Bankwesen und Großhandel. 1912 besetzte er einen kaufmännischen Verwaltungsposten bei Bosch und war als persönlicher Sekretär von Robert Bosch mit dessen Vermögensverwaltung beauftragt. 1919 wurde er in den Aufsichtsrat der Firma berufen.
Er war auch Aufsichtsratsmitglied der Stuttgarter Homöopathischen Krankenhausgesellschaft.
In der Weimarer Republik war Walz Mitglied im Verein zur Abwehr des Antisemitismus sowie Freund von Karl Adler, was Walz, zusätzlich zu seiner Mitgliedschaft im Ausschuss des Beirats der Kirchenleitung der evangelischen Kirche in Württemberg, 1942 eine negative Beurteilung durch den Sicherheitsdienst des Reichsführers SS einbrachte.
1933 stellten Walz und andere hochrangige Bosch-Mitarbeiter Aufnahme-Anträge in die NSDAP (Mitgliedsnummer 3.433.104). Die Aufnahmeanträge wurden im Spätsommer bzw. Herbst bearbeitet und im Fall Walz wurde die Mitgliedschaft rückwirkend zum 1. Mai des Jahres erteilt. Walz war zudem SS-Mitglied (Mitgliedsnummer 155.369) sowie Mitglied im Freundeskreis Reichsführer SS, wobei Kreis-Manager Fritz Kranefuß dem Reichsführer klagte, dass es mit Walz „unerquickliche Erörterungen“ gebe. Trotzdem wurde er Ende 1943 bzw. Anfang 1944 noch zum Wehrwirtschaftsführer ernannt.
1938 bis 1940 hatte Walz für Karl Adler die Auswanderung von Juden finanziert, wofür er 1969 von Israel als Gerechter unter den Völkern ausgezeichnet wurde.
1953 wurde Walz mit dem Großen Verdienstkreuz mit Stern der Bundesrepublik Deutschland ausgezeichnet.
1958/59 war er erster Schatzmeister der liberalen Friedrich-Naumann-Stiftung. Sein Mentor Robert Bosch hatte sich persönlich für Friedrich Naumanns Staatsbürgerschule engagiert.
Hans Lutz Merkle wurde 1963 als Nachfolger von Walz zum Vorsitzenden der Bosch-Geschäftsführung ernannt.